# (71445) Marc
(71445) Marc (2000 AE231) – planetoida z pasa głównego asteroid okrążająca Słońce w ciągu 4,12 lat w średniej odległości 2,57 j.a. Odkryta 4 stycznia 2000 roku.